# Георг Лернер
Георг Ніколаус Лернер (нім. Georg Nikolaus Lörner; 17 лютого 1899, Мюнхен — 21 квітня 1959, Раштат) — німецький офіцер, один з керівників Головного адміністративно-господарського управління СС (ВФХА), группенфюрер СС і генерал-лейтенант військ СС. 

## Біографія
Учасник Першої світової війни. Член НСДАП (квиток № 676 772) і СС (посвідчення № 37 719). Був найближчим співробітником Освальда Поля з моменту формування фінансово-адміністративних органів СС. У Головному бюджетно-будівельному управлінні СС займав пост начальника 1-го управління, яке керувало питаннями бюджету СС. Після створення ВФХА в лютому 1942 року поставлений на чолі управлінської групи «Б» (військове господарство). У його підпорядкуванні опинилися всі промислові підприємства ВФХА, що виробляли продукти харчування, обмундирування тощо. У 1943 році, не залишаючи керівництва групою, він став ще й заступником начальника ВФХА. Після закінчення війни заарештований. Постав перед Американським військовим трибуналом на Нюрнберзькому процесі у справі ВФХА. 3 листопада 1947 року засуджений до смертної кари через повішення. За апеляцією 11 серпня 1948 року вирок замінений довічним ув'язненням. В 1951 році термін знижений до 15 років.В березні 1954 року звільнений.

## Звання
- Анвертер СС (11 липня 1932)
- Манн СС (15 листопада 1932)
- Труппфюрер СС (11 квітня 1933)
- Штурмфюрер СС (24 серпня 1933)
- Оберштурмфюрер СС (5 лютого 1934)
- Штурмгауптфюрер СС (25 вересня 1934)
- Штурмбаннфюрер СС (12 квітня 1932)
- Оберштурмбаннфюрер СС (22 квітня 1936)
- Штандартенфюрер СС (20 квітня 1937)
- Оберфюрер СС (20 квітня 1939)
- Бригадефюрер СС і генерал-майор військ СС (1 квітня 1941)
- Группенфюрер СС і генерал-лейтенант військ СС (9 листопада 1943)

## Нагороди
- Залізний хрест 2-го класу (липень 1918)
- Нагрудний знак «За поранення» в чорному
- Цивільний знак СС (№15 640)
- Почесний хрест ветерана війни з мечами
- Йольський свічник (16 грудня 1935)
- Почесний кинджал СС
- Почесна шпага рейхсфюрера СС
- Кільце «Мертва голова»
- Медаль «У пам'ять 13 березня 1938 року»
- Медаль «У пам'ять 1 жовтня 1938»
- Медаль «За вислугу років у НСДАП» в бронзі (10 років)
- Медаль «За вислугу років у СС» 4-го і 3-го ступеня (8 років)
- Почесний кут старих бійців (15 червня 1940)
- Хрест Воєнних заслуг
  - 2-го класу з мечами (20 січня 1942)
  - 1-го класу з мечами (30 січня 1942)
- Німецький хрест в сріблі (3, 5, 23 або 29 грудня 1944)